# Karibska puščavska pregrada
Karibska puščavska pregrada (špansko Barrera desértica del Caribe) je puščavski kopenski ekosistem oziroma ekoregija vegetacije sušnih območij v Kolumbiji, Venezueli in na otokih ABC (Aruba, Bonaire in Curaçao ali Zavetni Antili), ki pokriva ocenjeno površino 150.000 km2 in je porazdeljena med Zavetrnimi otoki Malih Antilov in obalnimi območji severne Južne Amerike, ki mejijo na južno regijo Karibskega morja. Količina padavin se giblje od 125 do 600 mm, srednja temperatura pa je 37 °C.

## Lega
Ekoregija zavzema polotok Guajira, dolino reke Rancheria in departma Guajira, ki pokriva dele severovzhodne obale Venezuele do otokov ABC (Zavetni Antili). Doline ležijo v padavinski senci okolice Serranía de Macuira, ki sega 900 m nad morsko gladino. Te gore ujamejo nekaj vetrov, ki povzročajo meglo. Pomembna turistična destinacija na tem območju je Cabo de la Vela in Klein Curaçao.

## Ekologija

### Rastlinstvo
V ekoregiji prevladujejo trnasta drevesa in sukulente. Običajne vrste so Acacia glomerosa, Bourreria cumanensis, Bulnesia arborea, Caesalpinia coriaria, Copaifera venezolana, Croton sp., Gyrocarpus americanus, Hyptis sp., Jacquinia pungens, acerola (Malpighia glabra), Myrospermum frutescens, Opuntia caribaea, Pereskia guamacho, Piptadenia flava, Prosopis juliflora in Stenocereus griseus.
Gozdove, v katerih prevladuje Lonchocarpus punctatus, pogosto spremljata Bunchosia odorata in Ayenia magna. Obstajajo tudi drugi gozdovi, v katerih prevladujejo Prosopis juliflora, Erythrina velutina in Clerodendron ternifolium. Pojavljajo se različne rastlinske združbe, kjer prevladujeta dve rastlinski vrsti. Primeri so Astronium graveolens – Handroanthus billbergii, Haematoxylum brasiletto – Melochia tomentosa, Caesalpinia coriaria – Cordia curassavica, Bursera glabra – Castela erecta, Vitex cymosa – Libidibia coraria – Mimosa cabrera – Cordia curassavica, Bursera tomentosa – zlati les (Bursera graveolens) in Castela erecta – Parkinsonia praecox.

### Živalstvo
Ekoregija je znana po tem, da je poleg raznolikosti ptic in netopirjev habitat velike skupnosti karibskih flamingov (Phoenicopterus ruber).
- Divi-divi (Caesalpinia coriaria)
- Wajiiraka
- Karibski plamenec (Phoenicopterus ruber)

## Zaščita
Večina Serranía de Macuira leži v narodnem naravnem parku Macuira. V bližini je 80 km2 veliko svetišče Los Flamencos, ki je središče rastlinske raznolikosti za vrste Hechtia, kadulje (Salvia) in kaktusi. Od 2700 vrst, ki jih najdemo znotraj, je približno 30 % endemičnih.